# 生态阈值
生态阈值（英語：ecological threshold）是外部条件相对较小的变化或干扰就能引起生态系统遽变的点。当超过生态阈值时，生态系统可能无法继续依靠其固有的恢复力回到先前状态。超过生态阈值通常会导致生态系统健康状况发生急剧变化。生态阈值表明，生态或生物系统对人类活动或自然过程的压力的反映是非线性的。其他密切相关的术语包括临界负荷（critical load）、稳态转换（regime shift）、临界转换（critical transition）、临界点（tipping point）等。

## 特征
生态阈值可以表现为为点或区域。区域型阈值意味着从一种状态到另一种状态是渐变或过渡的，而非在某一点突变。生态阈值引起人们的关注，是因为事实证明，许多灾难性的恶化的情况很难或几乎不可能补救。生态灭绝即为明确的不可挽回的点。
生态阈值通常有迟滞的特征，这意味着系统状态依赖于其历史状态。但即使改变已经不可逆，回头并试图逆转也可能与继续当前发展形成截然不同的路径。